# Västra Tunhems pastorat
Västra Tunhems pastorat är ett pastorat i Väne kontrakt i Skara stift i Trollhättans och Vänersborgs kommuner i Västra Götalands län. 
Pastoratet har haft nuvarande omfattning sedan 2002 och består av följande församlingar:
- Gärdhems församling
- Vänersnäs församling
- Västra Tunhems församling
- Åsaka-Björke församling

Pastoratskod är 030302.: